# 趙佑鎮
趙 佑鎮（チョ・ウジン、朝鮮語: 조우진、1987年7月7日 - ）は、大韓民国出身のサッカー選手。ポジションはFW、MF。
なお、姓の英語表記は文化観光部2000年式ではJO、マッキューン＝ライシャワー式はCHOであり、日本時代はCho Woo-Jin表記 であった。

## 来歴・人物
100メートルを10秒台で走れるスピード が持ち味のMF、FW。現在は右のウイングでプレーしている。
浦項製鉄工業高等学校出身で元U-18韓国代表。2005年、北九州市で行われたサニックス杯国際ユースサッカー大会において韓国高校選抜としてプレー、そこで足立修スカウトの目に止まった。
2006年、サンフレッチェ広島に入団、同期入団は橋内優也・柏木陽介・槙野智章。同年末に怪我人や代表招集でFWが少なくなったため、天皇杯でプロ初ベンチ入りし、初出場する。その後は出場機会を与えられなかった。
2008年、韓国Nリーグ・蔚山現代尾浦造船に所属するも主力になれず、同年末にKリーグドラフト申請するも指名はされなかったため2009年1年間は無所属となった。
2010年、Nリーグに新規参加した木浦市庁に入団し主力として活躍、同年末に再びKリーグドラフト申請を行った。
2011年、Kリーグに新規加入する光州FCに入団した。ドラフトに2度申請後入団が決まったことは稀なケースでもある。同年3月12日対水原三星ブルーウィングス戦でKリーグ初ベンチ入り、4月6日のKリーグカップ対釜山アイパーク戦で公式戦デビュー、同年4月24日対FCソウル戦でKリーグデビューを果たした。2012年末、Kリーグ再編により光州FCはKリーグチャレンジ（2部）に振り分けられる。
2013年、Kリーグクラシック（1部）の大邱FCに移籍したものの１年で契約満了。
2014年、Nリーグ（3部） 天安市庁FCに加入した。

## 個人成績
| 国内大会個人成績 | 国内大会個人成績 | 国内大会個人成績 | 国内大会個人成績 | 国内大会個人成績 | 国内大会個人成績 | 国内大会個人成績 | 国内大会個人成績 | 国内大会個人成績 | 国内大会個人成績 | 国内大会個人成績 | 国内大会個人成績 |
| 年度             | クラブ           | 背番号           | リーグ           | リーグ戦         | リーグ戦         | リーグ杯         | リーグ杯         | オープン杯       | オープン杯       | 期間通算         | 期間通算         |
| 年度             | クラブ           | 背番号           | リーグ           | 出場             | 得点             | 出場             | 得点             | 出場             | 得点             | 出場             | 得点             |
| 日本             | 日本             | 日本             | 日本             | リーグ戦         | リーグ戦         | リーグ杯         | リーグ杯         | 天皇杯           | 天皇杯           | 期間通算         | 期間通算         |
| ---------------- | ---------------- | ---------------- | ---------------- | ---------------- | ---------------- | ---------------- | ---------------- | ---------------- | ---------------- | ---------------- | ---------------- |
| 2006             | 広島             | 29               | J1               | 0                | 0                | 0                | 0                | 1                | 0                | 1                | 0                |
| 2007             | 広島             | 29               | J1               | 0                | 0                | 0                | 0                | 0                | 0                | 0                | 0                |
| 韓国             | 韓国             | 韓国             | 韓国             | リーグ戦         | リーグ戦         | リーグ杯         | リーグ杯         | FA杯             | FA杯             | 期間通算         | 期間通算         |
| 2008             | 尾浦造船         | 17               | Nリーグ          | 4                | 0                | -                | -                | 1                | 0                | 5                | 0                |
| 2010             | 木浦市庁         | 16               | Nリーグ          | 21               | 2                | -                | -                | 1                | 0                | 22               | 2                |
| 2011             | 光州FC           | 11               | Kリーグ          | 11               | 0                | 3                | 0                | 0                | 0                | 14               | 0                |
| 通算             | 日本             | 日本             | J1               | 0                | 0                | 0                | 0                | 1                | 0                | 1                | 0                |
| 通算             | 韓国             | 韓国             | Kリーグ          | 11               | 0                | 3                | 0                | 0                | 0                | 14               | 0                |
| 通算             | 韓国             | 韓国             | Nリーグ          | 25               | 2                | -                | -                | 2                | 0                | 27               | 2                |
| 総通算           | 総通算           | 総通算           | 総通算           | 36               | 2                | 3                | 0                | 3                | 0                | 42               | 2                |

- 公式戦初出場：2006年12月9日 天皇杯5回戦対ガンバ大阪戦（神戸総合運動公園ユニバー記念競技場）
  - 112分李漢宰に代わって途中出場、113分警告

## 参考資料
- （朝鮮語）조우진 - kleague.com
- （朝鮮語）조우진 - footballk wiki